# Onthophagus bonsae
Onthophagus bonsae là một loài bọ cánh cứng trong họ Bọ hung (Scarabaeidae).